# Lyon Sprague de Camp/Bibliographie
Das folgende Werkverzeichnis enthält die selbständigen Publikationen von Lyon Sprague de Camp mit den deutschen Übersetzungen, sowie Kurzgeschichten in Auswahl.

## Belletristik

### Romane
- mit Horace L. Gold: None But Lucifer (1939, Buchausgabe 2002)
- Lest Darkness Fall (1939, Buchausgabe 1941)
  - Deutsch: Das Mittelalter findet nicht statt. Terra Sonderband 97, 1965. Auch als: Vorgriff auf die Vergangenheit. Ullstein 2000 #36 (2931), 1973, ISBN 3-548-02931-0. Neuauflage: Ullstein Science Fiction & Fantasy #31046, 1983, ISBN 3-548-31046-X.
- mit Fletcher Pratt: The Land of Unreason. 1942.
- Salomon's Stone. 1942.
  - Deutsch: Der Stein der Weisen. Ullstein Science Fiction & Fantasy #31158, 1987, ISBN 3-548-31158-X.
- mit Fletcher Pratt: The Carnelian Cube. 1948.
  - Deutsch: Die beste aller Welten. Pabel (Utopia Classics #7), 1979.
- The Stolen Dormouse. 1948.
- mit P. Schuyler Miller: Genus homo. 1950.
  - Deutsch: Die neuen Herrscher. Moewig (Terra Sonderband #40), 1961. Pabel (Utopia Classics #13), 1980.
- Rogue Queen. 1951.
  - Deutsch: Das Orakel der Fremden. Heyne SF&F #3584, 1978, ISBN 3-453-30479-9.
- The Undesired Princess. 1951.
  - Deutsch: Die Prinzessin und der Löwe. Pabel (Terra Fantasy #52), 1978.
- The Tritonian Ring. 1953.
  - Deutsch: Prinz von Poseidonis. Pabel (Terra Fantasy #71), 1980. Neuauflage: Moewig (Terra Fantasy (II) #4, 1985, ISBN 3-8118-5804-1.
- An Elephant for Aristotle. 1958.
  - Deutsch: Ein Elefant für Aristoteles. Ullstein (Ullstein Abenteuer #21102), 1989, ISBN 3-548-21102-X.
- The Bronze God of Rhodes. 1960.
- The Glory that Was. 1960.
  - Deutsch: Thalia – Gefangene des Olymp. Ullstein 2000 #66, 1974, ISBN 3-548-03038-6. Neuauflage: Von glorreichen Zeiten. Ullstein #31147, 1987, ISBN 3-548-31147-4.
- The Dragon of the Ishtar Gate. 1961.
  - Deutsch: Bessas, der Krieger. Ullstein #21094, 1988, ISBN 3-548-21094-5.
- The Arrows of Hercules. 1965.
  - Deutsch: Die Pfeile des Herkules. Ullstein #21098, 1988, ISBN 3-548-21098-8.
- mit Catherine Crook de Camp: The Day of the Dinosaur (1968)
- The Golden Wind. 1969.
  - Deutsch: Die Reisen des Eudoxos. Ullstein #21084, 1988, ISBN 3-548-21084-8.
- mit Catherine Crook de Camp: Citadels of Mystery. 1972.
- The Virgin and the Wheels. 1976.
- The Great Fetish. 1978.
  - Deutsch: Der große Fetisch. Ullstein #31165, 1988, ISBN 3-548-31165-2.
- Footprints on Sand. 1981.
- The Fringe of the Unknown. 1983.
- mit Catherine Crook de Camp: The Stones of Nomuru. 1988.
- mit David Drake: The Undesired Princess and the Enchanted Bunny. 1990.
- The Venom Trees of Sunga. 1992.
- mit Horace L. Gold: None but Lucifer. 2002.

### Kurzgeschichtensammlungen
- Divide and Rule. 1948.
- The Wheels of If. 1949.
  - Deutsch: Die Räder der Zeit. Heyne SF&F, 1978, ISBN 3-453-30470-5.
- The Tritonian Ring: And Other Pusadian Tales. 1951.
- The Undesired Princess and Mr. Arson. 1951.
- Sprague de Camp’s New Anthology. 1953.
- mit Fletcher Pratt: Tales from Gavagan's Bar. 1953.
  - Deutsch: Geschichten aus Gavagans Bar. Heyne SF&F #3887, 1982, ISBN 3-453-30810-7.
- Heroes and Hobgoblins. 1962.
- A Gun for Dinosaur: And Other Imaginative Tales 1. 1963.
  - Deutsch: Ein Yankee bei Aristoteles. Heyne SF&F #3719, 1980, ISBN 3-453-30622-8.
- A Gun for Dinosaur: And Other Imaginative Tales 2. 1963.
  - Deutsch: Neu-Arkadien. Heyne SF&F #3728, 1980, ISBN 3-453-30632-5.
- The Best of Lyon Sprague de Camp. 1978.
  - Deutsch: Die besten Stories von L. Sprague de Camp. Moewig (Playboy Science Fiction #6714), 1981, ISBN 3-8118-6714-8.
- Demons and Dinosaurs. 1970.
- The Reluctant Shaman: And Other Fantastic Tales. 1970.
  - Deutsch: Reigen der Fabelwesen. Pabel (Terra Fantasy #59), 1979.
- Scribblings. 1972.
- mit Catherine Crook de Camp: Tales Beyond Time: From Fantasy to Science Fiction. 1973.
- The Purple Pterodactyls. 1979.
  - Deutsch: Der Herrscher Pterodactyls. Edition SF im Hohenheim Verlag, 1982, ISBN 3-8147-0020-1.
- The Virgin of Zesh and the Tower of Zanid. 1982.
- Blond Barbarians and Noble Savages. 1986.
- Rivers of Time. 1993.
- mit Harry Turtledove: Down in the Bottomlands: And Other Places. 1999.
- Aristotle and the Gun: And Other Stories. 2002.
- Time-Travel Stories. 2004.

### Kurzgeschichten
1937
- The Isolinguals. 1937.

1938
- The Command. 1938.
  - Deutsch: Der Befehl. In: Die besten Stories von L. Sprague de Camp. Moewig (Playboy Science Fiction #6714), 1981, ISBN 3-8118-6714-8.
- Hyperpelosity. 1938.
  - Deutsch: Hyperpilosität. In: Die besten Stories von L. Sprague de Camp. Moewig (Playboy Science Fiction #6714), 1981, ISBN 3-8118-6714-8.
- The Merman. 1938.
  - Deutsch: Der Meermann. In: Die besten Stories von L. Sprague de Camp. Moewig (Playboy Science Fiction #6714), 1981, ISBN 3-8118-6714-8.

1939
- Ananias. 1939.
- Divide and Rule. 1939.
- Employment. 1939.
  - Deutsch: Die neue Stellung. In: Die besten Stories von L. Sprague de Camp. Moewig (Playboy Science Fiction #6714), 1981, ISBN 3-8118-6714-8.
- The Hairless Ones Come. 1939.
- Living Fossil. 1939.
- The Gnarly Man. 1939.
  - Deutsch: Der Urmensch. In: Die besten Stories von L. Sprague de Camp. Moewig (Playboy Science Fiction #6714), 1981, ISBN 3-8118-6714-8. Auch als: Der knorrige Mann. In: Donald Roynald Bensen (Hrsg.): Straße der Verdammnis. Pabel (Terra Fantasy #66), 1979.
- The Incorrigible. 1939.
  - Deutsch: Der Unverbesserliche. In: Sam Moskowitz (Hrsg.): Die Gesichter der Zukunft. Pabel (Terra Taschenbuch #220), 1973.
- Nothing in the Rules. 1939.
  - Deutsch: Davon steht nichts in den Regeln. In: Die besten Stories von L. Sprague de Camp. Moewig (Playboy Science Fiction #6714), 1981, ISBN 3-8118-6714-8. Auch in: L. Sprague de Camp: Reigen der Fabelwesen. Pabel (Terra Fantasy #59), 1979.
- The Blue Giraffe. 1939.
  - Deutsch: Die blaue Giraffe. Übersetzt von:
    - Yoma Cap. In: Robert Silverberg (Hrsg.): Menschen und andere Ungeheuer. Heyne SF&F #3378, 1974, ISBN 3-453-30255-9.
    - Kurt Mahr. In: Isaac Asimov, Martin H. Greenberg (Hrsg.): Die besten Stories von 1939. Moewig (Playboy Science Fiction #6727), 1982, ISBN 3-8118-6727-X.
    - Irene Holicki: In: Wolfgang Jeschke (Hrsg.): Die Gebeine des Bertrand Russell. Heyne SF&F #4057, 1984, ISBN 3-453-31000-4.

1940
- Asokore Power. 1940.
- The Emancipated. 1940.
- The Exalted. 1940.
  - Deutsch: Der exaltierte Professor. In: Isaac Asimov, Martin H. Greenberg (Hrsg.): Die besten Stories von 1940. Moewig (Playboy Science Fiction #6711), 1980, 3-8118-6711-3.
- The Hardwood Pile. 1940.
  - Deutsch: Der Bretterstapel. In: Die besten Stories von L. Sprague de Camp. Moewig (Playboy Science Fiction #6714), 1981, ISBN 3-8118-6714-8. Auch in: L. Sprague de Camp: Reigen der Fabelwesen. Pabel (Terra Fantasy #59), 1979.
- Inverse Variations. 1940.
- Juice. 1940.
- Retirement. 1940.
- The Warrior Race. 1940.
- The Wheels of If. 1940.

1941
- The Stolen Dormouse. 1941.
- The Best-Laid Scheme. 1941.
- Invaders from Nowhere. 1941.
- mit L. Ron Hubbard: The Last Drop. 1941.
- Mr. Arson (1941)

1942
- The Anecdote of the Negative Wugug (1942, auch als The Negative Wugug)
- The Contraband Cow. 1942.
- mit Fletcher Pratt: The Incomplete Enchanter (Auszug, 1942)
- mit John Carnell, Jack Speer und Joseph Gilbert: Probability Zero! 1942.
- Some Curious Effects of Time Travel (1942, auch als The Effects of Time Travel)
- The Wisdom of the East. 1942.
  - Deutsch: Die Weisheit des Ostens. In: L. Sprague de Camp: Reigen der Fabelwesen. Pabel (Terra Fantasy #59), 1979.

1943
- The Anecdote of the Movable Ears (1943, auch als Movable Ears)

1946
- The Ghosts of Melvin Pye. 1946.
  - Deutsch: Die Geister des Melvin Pye. In: L. Sprague de Camp: Reigen der Fabelwesen. Pabel (Terra Fantasy #59), 1979.

1947
- The Reluctant Shaman. 1947.
  - Deutsch: Medizinmann wider Willen. In: L. Sprague de Camp: Reigen der Fabelwesen. Pabel (Terra Fantasy #59), 1979. Auch in: René Oth (Hrsg.): Das Lächeln der Gioconda. Sammlung Luchterhand #556, 1985, ISBN 3-472-61556-7.

1949
- The Animal-Cracker Plot. 1949.
- The Colorful Character. 1949.
- Finished. 1949.
  - Deutsch: Ein für allemal. In: Die Kontinente-Macher. Heyne SF&F #4893, 1991, ISBN 3-453-05572-1.
- The Hibited Man. 1949.
- Throwback. 1949.
  - Deutsch: Fünfhundert-Kilo-Kerle. In: Leon E. Stover, Harry Harrison: Anthropofiction. Fischer Orbit #21, 1974, ISBN 3-436-01676-4. Auch als: Rückfall. In: Lyon Sprague de Camp: Ein Yankee bei Aristoteles, Heyne SF&F #3719, 1980, ISBN 3-453-30622-8.

1950
- Git Along! 1950.
  - Deutsch: Glückliche Reise. In: Die besten Stories von L. Sprague de Camp. Moewig (Playboy Science Fiction #6714), 1981, ISBN 3-8118-6714-8.
- The Inspector's Teeth (1950)
  - Deutsch: Die Zähne des Inspektors. In: Die besten Stories von L. Sprague de Camp. Moewig (Playboy Science Fiction #6714), 1981, ISBN 3-8118-6714-8.
- Perpetual Motion (1950, auch als Wide-Open Planet, 1950)
  - Deutsch: Perpetuum Mobile. In: Die Kontinente-Macher. Heyne SF&F #4893, 1991, ISBN 3-453-05572-1.
- Summer Wear. 1950.

1951
- The Continent Makers. 1951.
  - Deutsch: Die Kontinente-Macher. In: Die Kontinente-Macher. Heyne SF&F #4893, 1991, ISBN 3-453-05572-1.
- The Eye of Tandyla. 1951.
  - Deutsch: Das Auge der Göttin. In: Die Chronik von Poseidonis. Pabel (Terra Fantasy #43), 1978.
- The Galton Whistle. 1951.
- Getaway on Krishna (1951), auch als Calories. 1951.
- The Owl and the Ape. 1951.
  - Deutsch: Die Eule und der Affe. In: Die Chronik von Poseidonis. Pabel (Terra Fantasy #43), 1978.
- Ultrasonic God. 1951.
  - Deutsch: Der Gott mit dem Pfeifchen. In: Ivan Howard (Hrsg.): Der Mensch und das Universum und andere Stories. Moewig (Terra #551), 1968.

1952
- The Saxon Pretender. 1952.
- The Blunderer. 1952.
- Rogue Princess. 1952.
- In-Group. 1952.
  - Deutsch: Ju-Group. In: Lyon Sprague de Camp: Neu-Arkadien. Heyne SF&F #3728, 1980, ISBN 3-453-30632-5.
- The Soaring Statue. 1952.
- The Space Clause. 1952.
- The Guided Man. 1952.
  - Deutsch: … Kontrolle ist besser. In: Lyon Sprague de Camp: Ein Yankee bei Aristoteles. Heyne SF&F #3719, 1980, ISBN 3-453-30622-8.
- Proposal. 1952.
- The Ordeal of Professor Klein. 1952.

1953
- The Stronger Spell. 1953.
  - Deutsch: Der stärkere Zauber. In: Die Chronik von Poseidonis. Pabel (Terra Fantasy #43), 1978.
- The Hungry Hercynian. 1953.
  - Deutsch: Der gefräßige Hercynier. In: Die Chronik von Poseidonis. Pabel (Terra Fantasy #43), 1978.

1955
- Gratitude. 1955.
  - Deutsch: Dankbarkeit. In: Lyon Sprague de Camp: Neu-Arkadien. Heyne SF&F #3728, 1980, ISBN 3-453-30632-5.
- Possession. 1955.
- Property of Venus. 1955.
- Judgment Day (1955)
  - Deutsch: Der Tag des Gerichts. In: Lyon Sprague de Camp: Ein Yankee bei Aristoteles. Heyne SF&F #3719, 1980, ISBN 3-453-30622-8.
- Cornzan, the Mighty (1955)
  - Deutsch: Cornzan der Mächtige. In: Lyon Sprague de Camp: Ein Yankee bei Aristoteles. Heyne SF&F #3719, 1980, ISBN 3-453-30622-8.

1956
- A Gun for Dinosaur. 1956.
  - Deutsch: In den Dschungeln der Urzeit. In: Lothar Heinecke (Hrsg.): Galaxis Science Fiction, #3. Moewig, 1958. Auch in: Walter Spiegl (Hrsg.): Science-Fiction-Stories 71. Ullstein 2000 #141 (3458), 1978, ISBN 3-548-03458-6. Auch als: Saurierjagd im Mesozoikum. In: Ein Yankee bei Aristoteles. Heyne SF&F #3719, 1980, ISBN 3-453-30622-8.
- Impractical Joke. 1956.
  - Deutsch: Ein unmöglicher Streich. In: Lyon Sprague de Camp: Neu-Arkadien. Heyne SF&F #3728, 1980, ISBN 3-453-30632-5.
- Internal Combustion. 1956.
  - Deutsch: Innere Verbrennung. In: Josh Pachter (Hrsg.): Top Science Fiction. Heyne SF&F #4352, 1987, ISBN 3-453-00431-0.
- New Arcadia. 1956.
  - Deutsch: Neu-Arkadien. In: Lyon Sprague de Camp: Neu-Arkadien. Heyne SF&F #3728, 1980, ISBN 3-453-30632-5.
- Wyvernhold. 1956.
- The Egg. 1956.
  - Deutsch: Das Ei . In: Lyon Sprague de Camp: Neu-Arkadien. Heyne SF&F #3728, 1980, ISBN 3-453-30632-5.

1957
- A Thing of Custom. 1957.
  - Deutsch: Die Fremden kommen …. In: Hans Stefan Santesson (Hrsg.): Die Mächtigen des Universums. Heyne SF&F #3142, 1969. Auch als: Eine Frage der Gewohnheit. In: Lyon Sprague de Camp: Neu-Arkadien. Heyne SF&F #3728, 1980, ISBN 3-453-30632-5.
- Let's Have Fun. 1957.
  - Deutsch: Machen wir doch ein Faß auf! In: Lyon Sprague de Camp: Neu-Arkadien. Heyne SF&F #3728, 1980, ISBN 3-453-30632-5.

1958
- Aristotle and the Gun. 1958.
  - Deutsch: Ein Yankee bei Aristoteles. In: Lyon Sprague de Camp: Ein Yankee bei Aristoteles. Heyne SF&F #3719, 1980, ISBN 3-453-30622-8.
- Ka the Appalling. 1958.
  - Deutsch: Ka, der Schreckliche. In: Die Chronik von Poseidonis. Pabel (Terra Fantasy #43), 1978.
- mit Fritz Leiber, John Pocsik, Katherine MacLean, Michael Moorcock und Dick Eney: Six Scenes in Search of an Illustration. 1963.

1972
- The Lusts of Professor Adams. 1972.

1973
- The Emperor's Fan (1973)
  - Deutsch: Des Kaisers Fächer. Übersetzt von Lore Straßl and Susi Grixa. In: Lin Carter (Hrsg.): Tempel des Grauens. Pabel (Terra Fantasy #81), 1981. Weitere Ausgabei in: Lin Carter (Hrsg.): , Die besten Fantasy-Stories 1. Moewig (Moewig Science Fiction #3747), 1987, ISBN 3-8118-3747-8.
- The Rug and the Bull. 1973.
  - Deutsch: Der fliegende Teppich. In: Lin Carter (Hrsg.): Götter, Gnomen und Giganten. Pabel (Terra Fantasy #26), 1976. Auch als: Der Teppich und der Stier. In: Die besten Stories von L. Sprague de Camp. Moewig (Playboy Science Fiction #6714), 1981, ISBN 3-8118-6714-8.

1975
- The Lamp (1975, auch als The Lamp from Atlantis, 1975)
  - Deutsch: Die Lampe von Atlantis. In: Lin Carter (Hrsg.): Dämonenliebe. Pabel (Terra Fantasy #85), 1981. Auch als: Die Lampe. In: Der Herrscher Pterodactyls. Edition SF im Hohenheim Verlag, 1982, ISBN 3-8147-0020-1. Weitere Ausgabe: Die Lampe von Atlantis. In: Lin Carter (Hrsg.): Die besten Fantasy-Stories 2. Moewig Science Fiction #3763, 1987, ISBN 3-8118-3763-X.

1976
- Two Yards of Dragon. 1976.
  - Deutsch: Vier Ellen Drachenhaut. Pabel (Terra Fantasy #54), 1978. Auch als: Drei Ellen Drachenhaut. In: Die besten Stories von L. Sprague de Camp. Moewig (Playboy Science Fiction #6714), 1981, ISBN 3-8118-6714-8. Außerdem in: Isaac Asimov, Charles G. Waugh, Martin Harry Greenberg (Hrsg.): Drachenwelten. Heyne SF&F #4159, 1985, ISBN 3-453-31114-0.
- The Coronet. 1976.
- Far Babylon. 1976.
  - Deutsch: Das ferne Babylon. In: Der Herrscher Pterodactyls. Edition SF im Hohenheim Verlag, 1982, ISBN 3-8147-0020-1.
- Balsamo's Mirror. 1976.
  - Deutsch: Cagliostros Spiegel. In: Manfred Kluge (Hrsg.): Cagliostros Spiegel. Heyne SF&F #3569, 1977, ISBN 3-453-30464-0. Auch als: Balsamos Spiegel. In: Der Herrscher Pterodactyls. Edition SF im Hohenheim Verlag, 1982, ISBN 3-8147-0020-1.
- Algy. 1976.
  - Deutsch: Algy. In: Der Herrscher Pterodactyls. Edition SF im Hohenheim Verlag, 1982, ISBN 3-8147-0020-1.
- The Purple Pterodactyls. 1976.
  - Deutsch: Die purpurnen Pterodaktylen. In: Der Herrscher Pterodactyls. Edition SF im Hohenheim Verlag, 1982, ISBN 3-8147-0020-1.

1977
- Eudoric's Unicorn. 1977.
  - Deutsch: Eudorics Einhorn. In: Lin Carter (Hrsg.): Der dunkle König. Pabel (Terra Fantasy #88), 1981. Außerdem in: Jack Dann, Gardner Dozois (Hrsg.): Einhörner. Moewig (Playboy Science Fiction #6744), 1985, ISBN 3-8118-6744-X.
- Heretic in a Balloon. 1977.
- Spider Love. 1977.
- mit Catherine Crook de Camp: The Bear Who Saved the World. 1977.
- The Stone of the Witch-Queen. 1977.
  - Deutsch: Der Stein der Hexenkönigin. In: Erhard Ringer, Hermann Urbanek (Hrsg.): Ashtaru der Schreckliche. Heyne SF&F #3915, 1982, ISBN 3-453-30833-6.
- Darius. 1977.
  - Deutsch: Darius. In: Der Herrscher Pterodactyls. Edition SF im Hohenheim Verlag, 1982, ISBN 3-8147-0020-1.
- The Figurine. 1977.
  - Deutsch: Die Figur. In: Der Herrscher Pterodactyls. Edition SF im Hohenheim Verlag, 1982, ISBN 3-8147-0020-1.
- Tiki. 1977.
  - Deutsch: Tiki. In: Der Herrscher Pterodactyls. Edition SF im Hohenheim Verlag, 1982, ISBN 3-8147-0020-1.
- The Menhir. 1977.
  - Deutsch: Der Menhir. In: Der Herrscher Pterodactyls. Edition SF im Hohenheim Verlag, 1982, ISBN 3-8147-0020-1.
- Dead Man's Chest. 1977.
  - Deutsch: Die Schatztruhe. In: Der Herrscher Pterodactyls. Edition SF im Hohenheim Verlag, 1982, ISBN 3-8147-0020-1.
- Priapus. 1977.
  - Deutsch: Priapus. In: Der Herrscher Pterodactyls. Edition SF im Hohenheim Verlag, 1982, ISBN 3-8147-0020-1.
- United Imp. 1977.
  - Deutsch: „Die Teufelskunst-Union“. In: Manfred Kluge (Hrsg.): Lektrik Jack. Heyne SF&F #3681, 1979, ISBN 3-453-30600-7. Auch als: KOB & Co. In: Der Herrscher Pterodactyls. Edition SF im Hohenheim Verlag, 1982, ISBN 3-8147-0020-1.

1978
- The Great Fetish. 1978.
  - Deutsch: Der große Fetisch. Pabel (Terra Taschenbuch #332), 1980.
- The Witches of Manhattan. 1978.
- mit Lin Carter: Legions of the Dead. 1978.
- mit Lin Carter: Moon of Blood. 1978.
- mit Lin Carter: Shadows in the Dark. 1978.
- mit Lin Carter: The Gem in the Tower. 1978.
  - Deutsch: Der magische Kristall. In: Lin Carter (Hrsg.): Das Fräulein und der Dämon. Pabel-Moewig (Moewig Science Fiction #3880), 1980, ISBN 3-8118-3880-6.
- mit Lin Carter: The Ivory Goddess. 1978.
- mit Björn Nyberg: The People of the Summit. 1978.
- mit Björn Nyberg: The Star of Khorala. 1978.
- The Huns. 1978.
  - Deutsch: Die Hunnen. In: Der Herrscher Pterodactyls. Edition SF im Hohenheim Verlag, 1982, ISBN 3-8147-0020-1.
- The Yellow Man. 1978.
  - Deutsch: Der gelbe Mann . In: Der Herrscher Pterodactyls. Edition SF im Hohenheim Verlag, 1982, ISBN 3-8147-0020-1.

1979
- A Sending of Serpents. 1979.
  - Deutsch: Nichts als Schlangen. In: Die besten Stories von L. Sprague de Camp. Moewig (Playboy Science Fiction #6714), 1981, ISBN 3-8118-6714-8. Auch als: Schlangengaben.  In: Der Herrscher Pterodactyls. Edition SF im Hohenheim Verlag, 1982, ISBN 3-8147-0020-1.

1982
- The Hand of Zei (Kurzfassung, 1982)

1992
- The Big Splash. 1992.
- Crocamander Quest. 1992.
- The Round-Eyed Barbarians. 1992.
- The Satanic Illusion. 1992.
- The Synthetic Barbarian. 1992.

1993
- The Cayuse. 1993.
- The Honeymoon Dragon. 1993.
- Miocene Romance. 1993.
- The Mislaid Mastodon. 1993.
- Pliocene Romance. 1993.

1996
- Captain Leopard. 1996.

### Conan-Zyklus
Zu den verschiedenen deutschen Ausgaben siehe Conan der Cimmerier#Deutsche Ausgaben.

#### Romane
- mit Björn Nyberg: The Return of Conan. 1957.
- mit Lin Carter: Conan of the Isles. 1968.
- mit Lin Carter: Conan the Buccaneer. 1971.
- mit Lin Carter: Conan the Liberator. 1979.
- Conan and the Spider God. 1980.
- mit Lin Carter: Conan the Barbarian. 1982.

#### Sammlungen
- mit Robert E. Howard: Tales of Conan. 1955.
- mit Robert E. Howard: Conan the Adventurer. 1966.
- mit Robert E. Howard und Lin Carter: Conan. 1967.
- mit Robert E. Howard: Conan the Usurper. 1967.
- mit Björn Nyberg und Robert E. Howard: Conan the Avenger. 1968.
- mit Robert E. Howard: Conan the Freebooter. 1968.
- mit Robert E. Howard und Lin Carter: Conan the Wanderer. 1968.
- mit Robert E. Howard und Lin Carter: Conan of Cimmeria. 1969.
- mit Lin Carter: Conan of Aquilonia. 1977.
- mit Lin Carter und Björn Nyberg: Conan the Swordsman. 1978.
- mit Robert E. Howard: The Treasure of Tranicos. 1980.
- mit Robert E. Howard: The Flame Knife. 1981.
- mit Robert E. Howard und Lin Carter: The Conan Chronicles (Sammelausgabe, 1989)
- mit Robert E. Howard und Lin Carter: The Conan Chronicles 2 (Sammelausgabe, 1990)
- mit Lin Carter und Björn Nyberg: Sagas of Conan (Sammelausgabe, 2004)

#### Kurzgeschichten
- mit Robert E. Howard: The God in the Bowl. 1952.
- mit Robert E. Howard: The Treasure of Tranicos. 1953.
- mit Robert E. Howard: The Frost Giant's Daughter. 1953.
- mit Robert E. Howard: The Blood-Stained God. 1955.
- mit Robert E. Howard: Hawks Over Shem. 1955.
- mit Robert E. Howard: The Road of the Eagles. 1955.
- mit Robert E. Howard: The Flame Knife. 1955.
- mit Robert E. Howard: Drums of Tombalku. 1966.
- mit Lin Carter: The Thing in the Crypt. 1967.
- mit Robert E. Howard: The Hall of the Dead. 1967.
- mit Lin Carter: The City of Skulls. 1967.
- mit Robert E. Howard: Wolves Beyond the Border. 1967.
- mit Lin Carter: Black Tears. 1968.
- mit Lin Carter: The Curse of the Monolith. 1968.
- mit Lin Carter: The Lair of the Ice Worm. 1969.
- mit Lin Carter: The Castle of Terror. 1969.
- mit Robert E. Howard und Lin Carter: The Snout in the Dark. 1969.
- mit Lin Carter: The Witch of the Mists. 1972.
- mit Lin Carter: Black Sphinx of Nebthu. 1973.
- mit Lin Carter: Red Moon of Zembabwei. 1974.
- mit Lin Carter: Shadows in the Skull. 1975.
- mit Lin Carter: Legions of the Dead. 1978.
- mit Björn Nyberg: The People of the Summit. 1978.
- mit Lin Carter: Shadows in the Dark. 1978.
- mit Björn Nyberg: The Star of Khorala. 1978.
- mit Lin Carter: The Gem in the Tower. 1978.
- mit Lin Carter: The Ivory Goddess. 1978.
- mit Lin Carter: Moon of Blood. 1978.

### Harold Shea/Incomplete Enchanter-Zyklus (mit Fletcher Pratt)
- 1 The Roaring Trumpet. 1940.
  - Deutsch: An den Feuern des Nordens. Heyne SF&F #3768, 1981, ISBN 3-453-30669-4.
- 2 The Mathematics of Magic. 1940.
  - Deutsch: Die Kunst der Mathemagie. Heyne SF&F #3814, 1981, ISBN 3-453-30716-X.
- The Incomplete Enchanter (modifizierte Fassung von The Roaring Trumpet und The Mathematics of Magic, 1941)
  - Deutsch: Am Kreuzweg der Welten. Pabel (Utopia Zukunftsroman #529), 1967.
- 3 The Castle of Iron. 1941.
  - Deutsch: Die stählerne Festung. Heyne SF&F #3854, 1981, ISBN 3-453-30783-6.
- 4 Wall of Serpents. 1953.
  - Deutsch: Im Bann der Mathe-Magie. Ullstein 2000 #74 (3068), 1974, ISBN 3-548-03068-8.
- 5 The Green Magician. 1954.
  - Deutsch: Die Mauer der Schlangen & Der grüne Magier. Heyne SF&F #3881, 1982, ISBN 3-453-30768-2.
- The Compleat Enchanter (Sammelausgabe von 1–3, 1975)
- The Intrepid Enchanter: The Complete Magical Misadventures of Harold Shea (Sammelausgabe von 1–5, 1988, auch als The Complete Compleat Enchanter, 1989, und The Compleat Enchanter, 2000)
  - Deutsch: Mathemagie. Heyne SF&F #4532, 1988, ISBN 3-453-02790-6 (die ersten 5 Harold-Shea-Romane in einem Band).
- Sir Harold and the Gnome King (Kurzgeschichte, 1991)
- mit Christopher Stasheff: The Enchanter Reborn (Anthologie, 1992)
- mit Christopher Stasheff: The Exotic Enchanter (Anthologie, 1995)

### Viagens Interplanetarias/Krishna-Zyklus
- 1 The Queen of Zamba (1949, auch als Cosmic Manhunt, 1954)
  - Deutsch: Menschenjagd im Kosmos. Pabel (Utopia Grossband #82), 1958. Weitere Ausgabe: Die Königin von Zamba. 1984, Heyne SF&F #4086, ISBN 3-453-31049-7.
- 2 The Search for Zei. 1962.
  - Deutsch: Der Raub von Zei. Ullstein 2000 #50 (2977), 1973, ISBN 3-548-02977-9. Auch als: Die Suche nach Zei. Heyne SF&F #4087, 1984, ISBN 3-453-31050-0.
- 3 The Hand of Zei (1950, Buchausgabe 1963)
  - Deutsch: Die Rettung von Zei. Ullstein 2000 #56 (3000), 1973, 3-548-03000-9. Weitere Ausgabe: Heyne SF&F #4088, 1984, ISBN 3-453-31054-3.
- 4 The Hostage of Zir. 1977.
  - Deutsch: Die Geisel von Zir. Heyne SF&F #4089, 1984, ISBN 3-453-31062-4.
- 5 The Virgin of Zesh. 1953.
  - Deutsch: Die Jungfrau von Zesh. Heyne SF&F #4090, 1984, ISBN 3-453-31072-1.
- 6 The Tower of Zanid. 1958.
  - Deutsch: Der Turm von Zanid. Ullstein 2000 #42 (2952), 1973, ISBN 3-548-02925-6. Weitere Ausgabe: Heyne SF&F #4091, 1984, ISBN 3-453-31081-0.
- 7 The Prisoner of Zhamanak. 1982.
  - Deutsch: Der Gefangene von Zhamanak. Heyne SF&F #4092, 1984, ISBN 3-453-31108-6.
- 8 mit Catherine Crook de Camp: The Bones of Zora. 1983.
  - Deutsch: Die Gebeine von Zora. Heyne SF&F #4093, 1986, ISBN 3-453-31247-3.
- 9 The Stones of Nomuru. 1988.
- mit Catherine Crook de Camp: 10 The Swords of Zinjaban. 1991.
  - Deutsch: Die Schwerter von Zinjaban. Heyne SF&F #4193, 1997, ISBN 3-453-05407-5.
- 11 The Venom Trees of Sunga. 1992.
- The Continent Makers (3 Kurzgeschichten, 1951)
  - Deutsch: Die Kontinente-Macher. Heyne SF&F #4893, 1991, ISBN 3-453-05572-1.

### Novaria-Zyklus
- The Fallible Fiend. 1973.
  - Deutsch: Ein Dämon mit kleinen Fehlern. Heyne SF&F #3747, 1980, ISBN 3-453-30650-3.
- The Honorable Barbarian. 1989.

Jorian / Reluctant King-Trilogie
- 1 The Goblin Tower. 1968.
  - Deutsch: Der Schmetterlingsthron. Heyne SF&F #3439, 1975, ISBN 3-453-30351-2.
- 2 The Clocks of Iraz. 1971.
  - Deutsch: Die Uhren von Iraz. Heyne SF&F #3484, 1976, ISBN 3-453-30363-6.
- 3 The Unbeheaded King. 1983.
  - Deutsch: Der ungeköpfte König. Heyne SF&F #4967, 1994, ISBN 3-453-07795-4.
- The Reluctant King (Sammelausgabe 1–3, 1985)

### Incorporated Knight-Zyklus (mit Catherine Crook de Camp)
- The Incorporated Knight. 1987.
- The Pixilated Peeress. 1991.

### Anthologien
(von de Camp herausgegebene Anthologien)
- Swords and Sorcery. 1963.
  - Deutsch: Ullstein SF-Stories 21 [Teil 1] und 23 [Teil 2]. Auch als: Schwerter und Magie. 1988, ISBN 3-548-31160-1.
- The Spell of Seven. 1965.
- The Fantastic Swordsmen. 1967.
  - Deutsch: Drachenmond. 1987, ISBN 3-548-31150-4.
- Warlocks and Warriors. 1971.
- mit Catherine Crook de Camp: 3000 Years of Fantasy and Science Fiction. 1972.
- Literary Swordsmen and Sorcerer. 1976.

## Sachliteratur

### Biografien
- Blond Barbarians and Noble Savages. 1975.
- Lovecraft: A Biography. 1975.
  - Deutsch: Lovecraft: eine Biographie. 2002, ISBN 3-935822-48-0.
- The Miscast Barbarian: a Biography of Robert E. Howard. 1975.
- Literary Swordsmen and Sorcerers. 1976.
- mit Catherine Crook de Camp und Jane Whittington Griffin: Dark Valley Destiny: The Life of Robert E. Howard. 1983.
- Time and Chance: an Autobiography. 1996.

### Geschichte
- The Evolution of Naval Weapons. 1947.
- mit Willy Ley: Lands Beyond. 1952.
- Lost Continents; the Atlantis Theme in History, Science, and Literature. 1954.
  - Deutsch: Versunkene Kontinente. 1975, ISBN 3-453-00504-X.
- The Heroic Age of American Invention (1961, auch als Heroes of American Invention, 1993)
- The Ancient Engineers. 1963.
  - Deutsch: Ingenieure der Antike. 1964.
- mit Catherine Crook de Camp: Ancient Ruins and Archaeology (1964, auch als Citadels of Mystery, 1972)
  - Deutsch: Geheimnisvolle Stätten der Geschichte . 1966.
- mit Catherine Crook de Camp: Spirits, Stars, and Spells: the Profits and Perils of Magic (1966)
- The Great Monkey Trial. 1968.
- Darwin and His Great Discovery (1972) (with Catherine Crook de Camp)
- Great Cities of the Ancient World. 1972.
  - New York lag einst am Bosporus. Die Metropolen der Antike, Econ, Düsseldorf, Wien 1972, ISBN 3-430-11662-7.

### Wissenschaft
- mit Alf K. Berle: Inventions and Their Management (1937, auch als Inventions, Patents, and Their Management, 1959)
- mit Finn Ronne: Antarctic Conquest. 1949.
- Engines (1959, illustratriert von Jack Coggins)
  - Deutsch: Motoren: vom Wasserrad zu Atomreaktor. 1972, ISBN 3-473-39712-1.
- Energy and Power. 1962.
- Elephant. 1964.
- mit Catherine Crook de Camp: The Story of Science in America. 1967.
- mit Catherine Crook de Camp: The Day of the Dinosaur. 1968.
- The Fringe of the Unknown. 1983.
- Man and Power : The Story of Power from the Pyramids to the Atomic Age. 1961.
  - Deutsch: Der Mensch und die Energie: Von den Pyramiden bis zur Kernspaltung. 1968.
- The Ragged Edge of Science. 1980.
- The Ape-Man Within. 1995.

### Sonstiges
- mit Catherine Crook de Camp: Science-Fiction Handbook. The Writing of Imaginative Fiction (1953, überarbeitete Fassung als  Science Fiction Handbook, Revised, 1975)
- The Conan Reader (Essays, 1968)
- Rubber Dinosaurs and Wooden Elephants (Essays, 1996)

### Herausgeber
- The Conan Swordbook (Essays, 1969)
- mit  George H. Scithers: The Conan Grimoire (Essays, 1972)
- The Blade of Conan (Essays, 1979)
- The Spell of Conan (Essays, 1980)
- H. P. Lovecraft: To Quebec and the Stars (Essays, 1976)